# 루시 핀더
루시 캐서린 핀더(Lucy Katherine Pinder, 1983년 12월 20일 ~ )는 잉글랜드의 글래머 모델이다.

## 출연 작품
- 에이지 오브 킬 - 제나 역
- 크레이지 데스 게임